# تاميرا موري
تاميرا موري (بالإنجليزية: Tamera Mowry)‏ هي عارضة وممثلة أمريكية، ولدت في 6 يوليو 1978 بغيلنهاوزن في ألمانيا.

## أعمال

### أفلام
- (2002) هوت شيك

## وصلات خارجية
- تاميرا موري على موقع IMDb (الإنجليزية)
- تاميرا موري على موقع ميوزك برينز (الإنجليزية)
- تاميرا موري على موقع أول موفي (الإنجليزية)
- تاميرا موري على موقع إن إن دي بي (الإنجليزية)
- تاميرا موري على موقع قاعدة بيانات الفيلم (الإنجليزية)
- تاميرا موري على موقع كينوبويسك (الروسية)